# Jerome David Kern
Jerome David Kern (27 de enero de 1885-11 de noviembre de 1945) fue un popular compositor estadounidense.
Escribió más de 700 canciones y más de 100 partituras completas para programas y películas en una carrera que duró desde 1902 hasta su muerte.
Nació en Nueva York. Sus padres fueron Henry Kern (1842-1908), un inmigrante judío alemán y Fannie Kern, cuyo apellido de soltera era Kakeles (1852-1907), que era estadounidense descendiente de judíos de Bohemia (región de la actual República Checa). Llamaron Jerome a su hijo porque vivían cerca del Parque Jerome, su lugar favorito (el Parque Jerome debe su nombre a Leonard Jerome, abuelo materno del primer ministro del Reino Unido Sir Winston Churchill).
Creció en la calle East 56th en Midtown Manhattan, donde asistió a escuelas públicas. Estudió en The New York College of Music y después en Heidelberg, Alemania. Cuando regresó a Nueva York, empezó a trabajar como pianista, pero no necesitó mucho tiempo para convertirse en un prominente y reconocido artista. Hacia 1915, era representado en muchos espectáculos de Broadway. En 1920 escribió “Look for the Silver living” para el musical Sally.
En 1925 conoció a Oscar Hammerstein II, con quien tuvo una amistad de por vida. Su primer show (escrito por ellos y Otto Harbach) fue Sunny. Juntos produjeron la famosa obra Show Boat en 1927, que incluía la conocida canción "Ol' Man River" y "Can't Help Lovin' Dat Man". El musical Roberta (1935) incluyó "Smoke Gets in Your Eyes" y  Lovely to Look At. ; para Swing Time (protagonizada por Ginger Rogers y Fred Astaire y con la colaboración de Dorothy Fields), compuso “The Way You Look Tonight” (con letra de Dorothy Fields), con la cual ganó un Premio Óscar en 1936 a la mejor canción y A fine Romance, A fine Romance y "Yesterdays". 
En 1933, Kern se mudó a Hollywood y empezó a trabajar en música para filmes pero continuaba trabajando en los espectáculos de Broadway. Su último trabajo en Broadway fue la no muy exitosa Very Warm For May en 1939: la partitura incluía otro clásico Kern-Hammerstein, “All The Things You Are”.
Su carrera en Hollywood fue bastante exitosa. En 1941, él y Hammerstein escribieron “The Last Time I Saw Paris”, un homenaje a la ciudad francesa recién ocupada por los alemanes. La canción fue presentada en la película Lady Be Good y ganó otro Óscar por la mejor canción.

## Biografía
Kern nació en la ciudad de Nueva York, en Sutton Place, en lo que entonces era el distrito cervecero de la ciudad. Sus padres fueron Henry Kern (1842–1908), un inmigrante alemán judío, y Fannie Kern de soltera Kakeles (1852–1907), que era una judía estadounidense de origen bohemio.  En el momento del nacimiento de Kern, su padre dirigía un establo de alquiler; más tarde se convirtió en un exitoso comerciante. Kern creció en East 56th Street en Manhattan, donde asistió a escuelas públicas. Mostró una temprana aptitud para la música y su madre, una intérprete profesional y profesora, le enseñó a tocar el piano y el órgano.
En 1897, la familia se mudó a Newark, Nueva Jersey, donde Kern asistió a la escuela secundaria Newark (que se convirtió en escuela secundaria Barringer en 1907). Escribió canciones para el primer musical de la escuela, un espectáculo de juglares, en 1901, y para una adaptación musical aficionada de La cabaña del tío Tom presentada en el Newark Yacht Club en enero de 1902. Kern dejó la escuela secundaria antes de graduarse en la primavera de su último año en 1902. En respuesta, el padre de Kern insistió en que su hijo trabajara con él en los negocios, en lugar de componer. Sin embargo, Kern fracasó estrepitosamente en una de sus primeras tareas: se suponía que debía comprar dos pianos para la tienda, pero en cambio ordenó 200. Su padre cedió, y más tarde, en 1902, Kern se convirtió en estudiante en el Colegio de Música de Nueva York, estudiando piano con Alexander Lambert y Paolo Gallico, y armonía con el Dr. Austin Pierce. Su primera composición publicada, una pieza para piano, At the Casino, apareció en el mismo año. Entre 1903 y 1905, continuó su formación musical con tutores privados en Heidelberg, Alemania, regresando a Nueva York vía Londres.
De regreso a Nueva York, Jerome Kern rápidamente se hizo famoso componiendo musicales al estilo Tin Pan Halley. Su primera comedia fue The Red Petticoat en 1912. También compuso varias canciones para numerosas producciones teatrales. Los éxitos continuaron durante la década de 1920 y culminaron con uno de los musicales más conocidos: Show Boat (creado en 1927 en Broadway) basado en una obra de Edna Ferber. Convenció a Florenz Ziegfeld para que montara esta producción que trataba temas nuevos en el escenario, incluidos el racismo y el alcoholismo. Sería el mayor éxito de Ziegfeld con 572 representaciones en Broadway y adaptaciones cinematográficas. Varias de las canciones de Kern para Show Boat se convertirían en clásicos, como Ol' Man River.

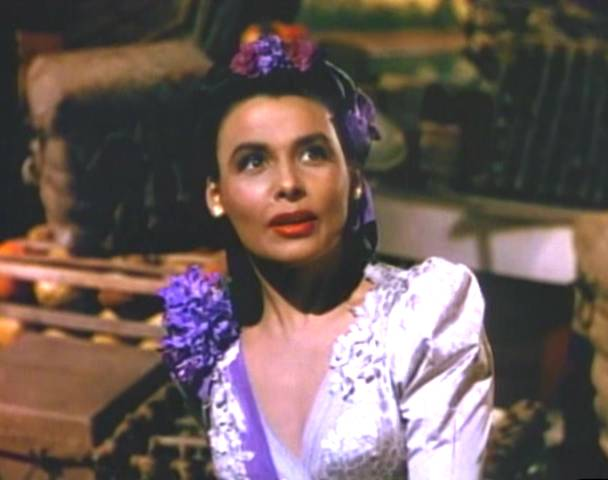
Lena Horne canta "Can't Help Lovin' Dat Man" en Hasta que pasen las nubes.

Kern y su esposa Eva solían pasar sus vacaciones en su yate Show Boat. Coleccionó libros raros y disfrutaba apostando a caballos En el momento de la muerte de Kern, Metro-Goldwyn-Mayer estaba filmando una versión ficticia de su vida, Till the Clouds Roll By, que se estrenó en 1946 y protagonizada por Robert Walker como Kern. En la película, las canciones de Kern son cantadas por Judy Garland, Kathryn Grayson, June Allyson, Lena Horne, Dinah Shore, Frank Sinatra y Angela Lansbury, entre otros, y Gower Champion y Cyd Charisse aparecen como bailarines. Muchos de los elementos biográficos son ficticios.  Many of the biographical elements are fictionalized.
En el otoño de 1945, Kern regresó a la ciudad de Nueva York para supervisar las audiciones para una nueva reposición de Show Boat y comenzó a trabajar en la partitura de lo que se convertiría en el musical Annie Get Your Gun, que sería producido por Rodgers y Hammerstein. El 5 de noviembre de 1945, a los 60 años de edad, sufrió una hemorragia cerebral mientras caminaba por la esquina de Park Avenue y 57th Street. Identificable sólo por su tarjeta ASCAP, Kern fue llevado inicialmente a la sala de indigentes del City Hospital y luego trasladado al Doctors Hospital en Manhattan. Hammerstein estaba a su lado cuando Kern dejó de respirar. Hammerstein tarareó o cantó la canción "I've Told Ev'ry Little Star" de Music in the Air (una de las favoritas del compositor) en el oído de Kern. Al no recibir respuesta, Hammerstein se dio cuenta de que Kern había muerto.  Rodgers y Hammerstein luego asignaron la tarea de escribir la partitura de Annie Get Your Gun al veterano compositor de Broadway Irving Berlin.
Kern está enterrado en el cementerio Ferncliff en el condado de Westchester, Nueva York. Su hija, Elizabeth "Betty" Jane Kern (1918-1996) se casó con Artie Shaw en 1942 y más tarde con Jack Cummings. La esposa de Kern finalmente se volvió a casar con un cantante llamado George Byron.

## Canciones
- Ol' Man River
- "Lovely to Look at"
- "Smoke gets in your eyes"
- "The Way You Look Tonight"
- "All the things you are"
- "A fine romance"

## Selección de obras
Durante la primera parte de su carrera (1904-1911), Jerome Kern escribió canciones para 22 producciones de Broadway, incluidas canciones adicionales en revistas y musicales británicos. Coescribió musicales con uno o dos compositores más. Durante sus visitas a Londres a partir de 1905, también compuso canciones para varios espectáculos londinenses. Entre los espectáculos más destacados de este período, colaboró en:
- Mr. Wix of Wickham (1904), la mayor parte de las canciones
- The Catch of the Season (1905), comedia musical de Seymour Hicks
- The Earl and the Girl (1905), letras y música de esta comedia musical de Hicks e Ivan Caryll
- The Little Cherub (1906), comedia musical de Caryll y Owen Hall
- The Rich Mr. Hoggenheimer (1906), 8 canciones
- The Beauty of Bath (1906), comedia musical de Londres  de Hicks, con el letrista P. G. Wodehouse
- The Orchid (1907), comedie musical de Caryll y Lionel Monckton
- The Girls of Gottenberg (1908), canción «I Can't Say That You're The Only One»
- Fluffy Ruffles (1908), 8 de las 10 canciones
- The Dollar Princess (1909)
- Our Miss Gibbs (1910), comedia musical de Caryll y Monckton
- La Belle Paree (1911), 7 canciones de esta revista que significó los inicios de Al Jolson

## Discografía
- Kern Anthology. Varios intérpretes. Emi Classics Red Line (Film et Musical), 1998.
- Till the Clouds Roll By. The Songs of Jerome Kern. Varios intérpretes. ASV (Living Era), 2001.

## Filmografía
- 1929: Show Boat
- 1929: Sally
- 1934: Sweet Adeline
- 1935: Roberta
- 1935: The Flame Within, de Edmund Goulding
- 1936: Show Boat
- 1936: Swing Time
- 1937: High, Wide and Handsome
- 1938: Joy of living
- 1940: One Night in the Tropics
- 1942: Bailando nace el amor
- 1944: Cover Girl
- 1946: Centennial Summer
- 1946: Till The Clouds Roll By - Biografía
- 1951: Show Boat
- 1969: Roberta (TV)
- 1988: The Show Boat Story (TV)
- 1995: Some Enchanted Evening: Celebrating Oscar Hammerstein II (TV)

## Premios y distinciones
Premios Óscar
| Año  | Categoría                                  | Canción                     | Película              | Resultado |
| ---- | ------------------------------------------ | --------------------------- | --------------------- | --------- |
| 1936 | Mejor canción original                     | «Lovely to Look At»         | Roberta               | Nominado  |
| 1937 | Mejor canción original                     | «The Way You Look Tonight»  | Swing Time            | Ganador   |
| 1942 | Mejor canción original                     | «The Last Time I Saw Paris» | Lady Be Good          | Ganador   |
| 1943 | Mejor canción original                     | «Dearly Beloved»            | Bailando nace el amor | Nominado  |
| 1945 | Mejor canción original                     | «Long Ago (and Far Away)»   | Las modelos           | Nominado  |
| 1946 | Mejor orquestación de una película musical | -                           | Feliz y enamorada     | Nominado  |
| 1946 | Mejor canción original                     | «More and More»             | Feliz y enamorada     | Nominado  |
| 1947 | Mejor canción original                     | «All Through the Day»       | Centennial Summer     | Nominado  |

## Reconocimientos
Jerome Kern fue nominado ocho veces al Premio de la Academia y ganó dos veces. Siete nominaciones fueron a Mejor Canción Original; estos incluyeron una nominación póstuma en 1945 y 1946. Una nominación fue en 1945 a la Mejor Partitura Musical Original. Kern no fue elegible para ningún premio Tony, que no se creó hasta 1947. En 1976, Very Good Eddie fue nominado para un premio Drama Desk como Renacimiento Sobresaliente (Outstanding Revival), y el director y los actores recibieron varios Tony, Drama Desk y otros premios y nominaciones. Elisabeth Welsh fue nominada a un premio Tony por su actuación en Jerome Kern Goes to Hollywood en 1986, y Show Boat recibió nominaciones al Tony en 1983 y 1995, ganando el premio a la mejor reposición en 1995 (entre muchos otros premios y nominaciones), y ganó el Premio Laurence Olivier a la mejor reposición en 2008. En 1986, Big Deal fue nominado al Tony al mejor musical, entre otros premios, y Bob Fosse ganó como mejor coreógrafo. En 2000, Swing!, con "I Won't Dance" de Kern, fue nominado al Tony al Mejor Musical, entre otros. En 2002, Elaine Stritch in Liberty, con "All in Fun" de Kern, ganó el premio Tony al mejor evento teatral especial. En 2004, Never Gonna Dance recibió dos nominaciones al Tony.
Kern fue incluido póstumamente en el Salón de la Fama de los Compositores, en 1970. En 1985, el Servicio Postal de los Estados Unidos emitió un sello postal (Scott # 2110, 22 ¢), con una ilustración de Kern sosteniendo una partitura. El guitarrista de Grateful Dead, Jerry García, recibió el nombre de Kern de su padre, líder de la banda Dixieland.